# Trent Tucker
Kelvin Trent Tucker (ur. 20 grudnia 1959 w Tarboro) – amerykański koszykarz, występujący na pozycji rzucającego obrońcy, mistrz NBA z 1993 roku.

## Osiągnięcia
NCAA
- Mistrz konferencji Big Ten (1982)[2]
- Uczelnia zastrzegła należący do niego numer 32

NBA
- Mistrz NBA (1993)[1]
- 2-krotny uczestnik konkursu rzutów za 3 punkty (1986, 1988)[3]